# Вахаев, Хож-Магомед Хумайдович
Хож-Магомед Хумайдович Вахаев (род. 1 мая 1949, Алексеевка, Фрунзенская область) — российский политик, депутат Государственной Думы Федерального Собрания Российской Федерации 5-го и 6-го созывов.

## Биография
Родился 1 мая 1949 года. Окончил юрфак МГУ (1977). Служил в армии, в 1970—1972 был секретарем комитета ВЛКСМ совхоза «Автуринский» Чечено-Ингушской АССР.
С 1977 работал на юрфаке Мордовского университета, во ВНИИ научно-технической информации и экономики промышленности строительных материалов (Москва), замначальника отдела «Стройматериалинторга» (Москва).
С 1986 — заведующий приемной совета профсоюзов Чечено-Ингушетии, затем — директор фирмы «Чеченвнешторг».
В 1990 году избран депутатом Верховного Совета Чечено-Ингушетии.
В 1992 стал организатором партии «Маршо» («Свобода»), был в оппозиции к президенту Ичкерии Джохару Дудаеву. С 1995 работал в Москве директором фирмы «Химимпэкс», затем был зампредом «Росвнешторга», гендиректором ЗАО «Роснефтехимимпэкс». С 2000 — начальник отдела труда и социального развития временной администрации Чеченской Республики, затем — министр труда и социального развития Чечни, вице-премьер по социальным вопросам.
С марта 2007 — глава Конституционного суда республики.

### Депутат госдумы
В 2007 избран депутатом ГД от ЕР. Проработал в Государственной думе 2 созыва, до 2016 года. Кандидат юридических наук. Женат, пятеро детей.